# Línea 10 (EMT Málaga)
La Línea 10 de la Empresa Malagueña de Transportes (EMT) es una línea de autobús urbano de la ciudad de Málaga que conecta Churriana (por calle Torremolinos) con el centro de Málaga.

## Características
La línea 9 es una línea trasversal que conecta el distrito de Churriana con la Alameda Principal, en pleno centro de Málaga. La línea 10 permite llegar rápidamente desde los barrios del interior de Churriana al centro de la ciudad. Al ser una línea con alta velocidad de circulación, es, junto con las líneas 5 y 9, una alternativa más rápida que las líneas 1, 3 y 7 en los barrios de Carretera de Cádiz y Huelin para llegar al centro de la ciudad, tardando hasta 5 minutos menos que líneas como la 3 en recorrer el mismo trayecto.
Comparte casi todo su recorrido con la línea 9 y constituye, junto a la línea 9, la forma más rápida de llegar al centro comercial Bahía Azul, donde se encuentra IKEA Málaga, tardando unos 25 minutos en conectar IKEA con el centro de la ciudad, frente a los 45-50 que emplea la línea 5. Es, además de la línea 9, la única línea de la EMT que recorre la avenida de Velázquez enteramente, de principio a fin. Presenta sus horarios perfectamente coordinados con los de la línea 9, de forma que, entre ambas, dan una frecuencia de 25 minutos los días laborables, de 20 los sábados hasta las 19:20 horas, de 30 los sábados desde las 19:20 horas y de 40-45 los festivos. También tiene coordinadas sus salidas con la línea 5, con la que comparte recorrido hasta Villa Rosa, de forma que los autobuses de la línea 5 salen 2 minutos delante de los de las líneas 9 y 10 para evitar la saturación de estas dos últimas en las horas punta.
La línea 10 original, era concesión de Portillo y realizaba trayecto por Torremolinos (perteneciente entonces a Málaga), muy similar a la actual línea 1 de los urbanos de Torremolinos. Tras la constitución del ayuntamiento de Torremolinos, la red de autobuses urbanos de Málaga carecía de línea 10 hasta que la EMT se lo asigna a una nueva línea que enlazaba el Muelle Heredia con las barriadas de San Julián y Guadalmar. El recorrido que hacía era muy similar al que en la actualidad presta la línea 5. A principios de los 2000, la EMT anunció la llegada a Churriana con la ampliación de la línea 10. En 2010 comenzó a funcionar un servicio directo a Churriana operado conjuntamente por Portillo y la EMT: la línea 9, por lo que en 2013 la EMT reordena las líneas 10 y 5, tomando la línea su recorrido actual. 

### Frecuencias
| de lunes a viernes laborables |           |
| de 6:50 a 23:00               | c. 40 min |
| sábados laborables            |           |
| de 7:30 a 22:00               | 30 min    |
| domingos y festivos           |           |
| de 7:30 a 22:00               | c. 40 min |

### Material asignado
Los autobuses habituales en la línea son Irisbus Citelis carrozados por Hispano, IV. IRIBUS CITELIS 12_E, IV. IRISBUS URBANWAY_A y MAN LION´S CITY_E. La línea cuenta con dos vehículos durante los días laborables y los sábados, y dispone de un único vehículo los domingos.

## Recorrido y paradas

### Sentido Alameda Principal
La cabecera de la línea se encuentra situada en la calle Decano Olmo Ayala, en Churriana. 
Continúa por el camino de la Huertecilla hasta el camino Nuevo, donde gira a la derecha para encarar calle Torremolinos, desde la cual se incorpora a la carretera de Coín. Desde ahí, coge la autovía MA-21, discurriendo en las proximidades de IKEA Málaga y la base aérea. Pasa la autovía, la Avenida de Velázquez, hasta la Avenida de la Paloma, donde gira a la derecha. De frente, la tabacalera, gira a la izquierda hacia Huelin, sigue por calle la Hoz y calle Ayala por el carril bus y llega a la Estación. Sigue por calle Salitre, que desemboca en el pasillo del Matadero. Al final de la calle, gira a la derecha por el Pasillo del Matadero. Atraviesa el nuevo puente del Carmen y el Muelle Heredia para girar hacia calle Córdoba.
Finalmente la línea termina en calle Córdoba, a escasos metros del cruce con la Alameda Principal.
| Código | Parada                                        | Común con           | Otras conexiones |
| ------ | --------------------------------------------- | ------------------- | ---------------- |
| 1035   | PLAZA LOLA FLORES                             | 9                   |                  |
| 1064   | Cmno. de la Huertecilla – La Noria            | 9                   |                  |
| 1065   | Cmno. de la Huertecilla – Paredones           | 9                   |                  |
| 1066   | Plaza de la Inmaculada                        | 9 C8                |                  |
| 1067   | Teresa Blanco – Mercado                       |                     |                  |
| 1068   | Calle Torremolinos – Av. San Javier           |                     |                  |
| 1069   | Calle Torremolinos – Finca La Hacienda        |                     |                  |
| 1070   | Ctra. de Coín – Cmno. del Pilar               |                     |                  |
| 1071   | Ctra. de Coín – Lourdes                       | 5 9                 |                  |
| 1072   | Ctra. de Coín – La Casita de Madera           | 5 9                 |                  |
| 1073   | Ctra. de Coín – Los Paseros                   | 5 9                 |                  |
| 1081   | Av. de Velázquez – Base Aérea                 | 9                   |                  |
| 1086   | Av. de Velázquez – Aeropuerto                 | 9                   |                  |
| 1058   | Av. de Velázquez – Villa Rosa                 | 5 9 A               |                  |
| 1059   | Av. de Velázquez – Canal Sur                  | 5 9                 |                  |
| 1061   | Av. de Velázquez – La Concha                  | 5 9 A               |                  |
| 1063   | Av. de Velázquez – Puerta Blanca              | 5 9 31 A            | Puerta Blanca    |
| 353    | Av. de Velázquez – Los Guindos                | 3 5 9 22 27 31 N1   |                  |
| 354    | Av. de Velázquez – Bda. La Paz                | 3 5 9 22 27 31 A N1 | La Luz-La Paz    |
| 355    | Av. de Velázquez – Vistafranca                | 3 5 9 22 27 31 N1   |                  |
| 356    | Av. de Velázquez – El Torcal                  | 3 5 9 22 27 31 N1   | El Torcal        |
| 357    | Av. de la Paloma – Bda. Girón                 | 1 3 5 9 27 31 N1    |                  |
| 1259   | La Hoz – Mercado de Huelin                    | 1 3 5 7 9 27 A N1   | M-110 M-113      |
| 360    | Ayala – Jardín de la Abadía                   | 1 3 5 7 9 27 N1     | M-110 M-113      |
| 361    | Ayala – Iglesia                               | 1 3 5 7 9 27 N1     |                  |
| 362    | Ayala – Los Arcos                             | 1 3 5 7 9 27 A N1   | M-110 M-113      |
| 368    | Salitre – Jacinto Verdaguer                   | 1 3 5 7 9 C2 N1     |                  |
| 364    | Salitre – Pasillo del Matadero                | 1 3 5 7 9 C2 N1     |                  |
| 462    | Av. Antonio Machado – Nuevo Puente del Carmen | 5 7 9 20 27 40      |                  |
| 3602   | CÓRDOBA                                       | 5 9 36              | Atarazanas       |

### Sentido Churriana
La línea comienza su recorrido desde calle Córdoba, en el centro de Málaga, a escasos metros de la esquina con la Alameda Principal.
Desde ahí, toma esta vía en sentido oeste hacia la avenida de Andalucía, donde se incorpora hacia la izquierda rodeando el edificio de Hacienda para acceder a calle Cuarteles. Por calle Cuarteles, continúa hacia la misma dirección por calle Héroe de Sostoa, recorriéndola entera. Luego, sigue por avenida de Velázquez, parando en los barrios de Torcal, Vistafranca, La Luz, La Paz, Puerta Blanca, Belén y Azucarera. Pasa por Mare Nostrum, Villa Rosa e Ikea y se desvía hacia Churriana. Sigue por la carretera de Coín hasta el camino Nuevo, donde gira a la derecha, continúa por calle Torremolinos y el camino de la Caliza. 
Finaliza en la calle Decano Olmo Ayala, en Churriana.
| Código | Parada                                | Común con           | Otras conexiones              |
| ------ | ------------------------------------- | ------------------- | ----------------------------- |
| 3602   | CÓRDOBA                               | 5 9 36              | Atarazanas                    |
| 305    | Av. de Andalucía – Hacienda           | 1 3 5 9 C1 N1       |                               |
| 306    | Cuarteles – Perchel                   | 1 3 5 9 91 C1 N1    | Málaga-Centro-Alameda         |
| 308    | Héroe de Sostoa – Estación            | 1 3 5 9 N1          | Intercambiador María Zambrano |
| 309    | Héroe de Sostoa – La Isla             | 1 3 5 7 9 27 N1     | La Isla                       |
| 310    | Héroe de Sostoa – Jardín de la Abadía | 1 3 5 7 9 27 N1     | M-110 M-113                   |
| 312    | Héroe de Sostoa – Obras Públicas      | 1 3 5 7 9 27 A N1   | Princesa-Huelin               |
| 313    | Héroe de Sostoa – Bda. Girón          | 3 5 9 22 27 31 N1   |                               |
| 314    | Av. de Velázquez – Bda. El Torcal     | 3 5 9 22 27 31 N1   | El Torcal                     |
| 315    | Av. de Velázquez – Vistafranca        | 3 5 9 22 27 31 N1   | M-110 M-113                   |
| 316    | Av. de Velázquez – Bda. La Luz        | 3 5 9 22 27 31 A N1 | La Luz-La Paz                 |
| 317    | Av. de Velázquez – Bda. Belén         | 3 5 9 22 31 N1      |                               |
| 1002   | Av. de Velázquez – Puerta Blanca      | 5 9 31 A N1         | Puerta Blanca                 |
| 1003   | Av. de Velázquez – Azucarera          | 5 9 A               |                               |
| 1005   | Av. de Velázquez – Villa Rosa         | 5 9 A               |                               |
| 1045   | Av. de Velázquez – Aeropuerto         | 9                   |                               |
| 1039   | Av. de Velázquez – Base Aérea         | 9                   |                               |
| 1022   | Ctra. de Coín – Los Paseros           | 5 9                 |                               |
| 1023   | Ctra. de Coín – Centro Comercial      | 5 9                 |                               |
| 1024   | Ctra. de Coín – P.I. El Álamo         | 5 9                 |                               |
| 1025   | Ctra. de Coín – Heliomar              |                     |                               |
| 1026   | Calle Torremolinos – Heliomar         |                     |                               |
| 1027   | Calle Torremolinos – Av. San Javier   |                     |                               |
| 1028   | Teresa Blanco – Mercado               | 9 C8                |                               |
| 1029   | Cmno. del Retiro – La Tosca           | 9                   |                               |
| 1030   | Cmno. del Retiro – Cementerio         | 9                   |                               |
| 1031   | Eduardo Palanca – Los Jazmines        | 9                   |                               |
| 1032   | Caliza – Calle Jaspe                  | 9                   |                               |
| 1033   | Caliza – Las Pedrizas                 | 9                   |                               |
| 1034   | La Carolina – La Noria                | 9                   |                               |
| 1035   | PLAZA LOLA FLORES                     | 9                   |                               |